# گرمک (سبزوار)
گرمک، روستایی کوهپایه ای و زیبا با آب و هوایی خنک از توابع بخش روداب و در شهرستان سبزوار استان خراسان رضوی ایران است.

## جمعیت
این روستا در دهستان خواشد قرار داشته و بر اساس سرشماری سال ۱۳۸۵ جمعیت آن ۲۱۱ نفر (۷۳ خانوار) بوده‌است. ولی در سال ۱۳۹۰ به ۱۴۳ نفر (۵۹ خانوار) کاهش یافته‌است.

## محصولات
اهالی این روستا به کار کشاورزی و دام پروری مشغول اند که از جمله محصولات کشاورزی می‌توان به بادام، گردو، جو، گندم، زعفران زردآلو و انگور و … اشاره کرد.